# Енцио от Сардиния
Енцио или Енцо, всъщност Хайнрих (на италиански: Enzio, Enzo; на немски: Heinrich, * ок. 1220, † 14 март 1272, Болоня) е крал на Сардиния от 1239 до 1249 г. (титулярен крал до 1272 г.).

## Произход
Той е извънбрачен син на император Фридрих II и швабската благородничка Аделхайд, вероятно от рода на херцозите фон Урслинген.

## Биография
Той е любимец на баща си, на когото прилича по вид и характер. Двамата обичат поезията. През 1238 г. Фридрих II го прави рицар и той се жени за Аделазия де Лакон-Гунале де Тори (* ок. 1207, † 1255), съдийка на Юдикат Торес, дъщеря на съдия Мариан II де Лакон-Гунале де Тори и на Агнес де Лакон-Маса, и вдовица на съдията на Галура Убалдо Висконти. През 1246 г. Аделазия се развежда. Тя донася в брака си две от четирите части на кралството.
През 1239 г. Енцио е номиниран за крал на Сардиния и генерал-легат в Средна и Горна Италия. В тази функция той води военни походи в Романя, Марке и Тоскана против бунтуващите се гвелфи. През 1245 г. е пленен от миланците при Горгондзола и веднага е разменен с други пленници. През 1247 г. участва в обсадата на Парма. 
През 1247/1248 г. се жени втори път с фрайин от Ене (ди Еня), дъщеря на Хайнрик III, подест на Верона, и племенница на Ецелино III да Романо.
На 26 май 1249 г. след битката при Фосалта при Модена Енцио е пленен заедно с множество други. Комуната Болоня не го освобождава. Енцио живее 22 години в затвор в „Палацо Нуово“ на комуната, който носи неговото име Палацо Ре Енцо. Там той медитира и пише меланхолични стихове за трагичния си живот и залеза на фамилията му.
Енцио е погребан в лявата част на базиликата Сан Доменико в Болоня.

## Потомство
Енцио няма брачни деца. В завещанието си той споменава една дъщеря с името Елена (като дъщеря на някоя Фраша), която се омъжва за Гуелфо дела Герардеска от Пиза и има с него няколко деца. Освен това той споменава и двете дъщери Магдалена и Костанца, без да спомене името на майка им. Вероятно той има и синовете Хайнрих и Бентиволио.

## Галерия
- Пленяването на Енцио от Болонезците, от средновековен ръкопис
- Гробът на Енцио в Basilica di San Domenico в Болоня